# Dragan Kojić

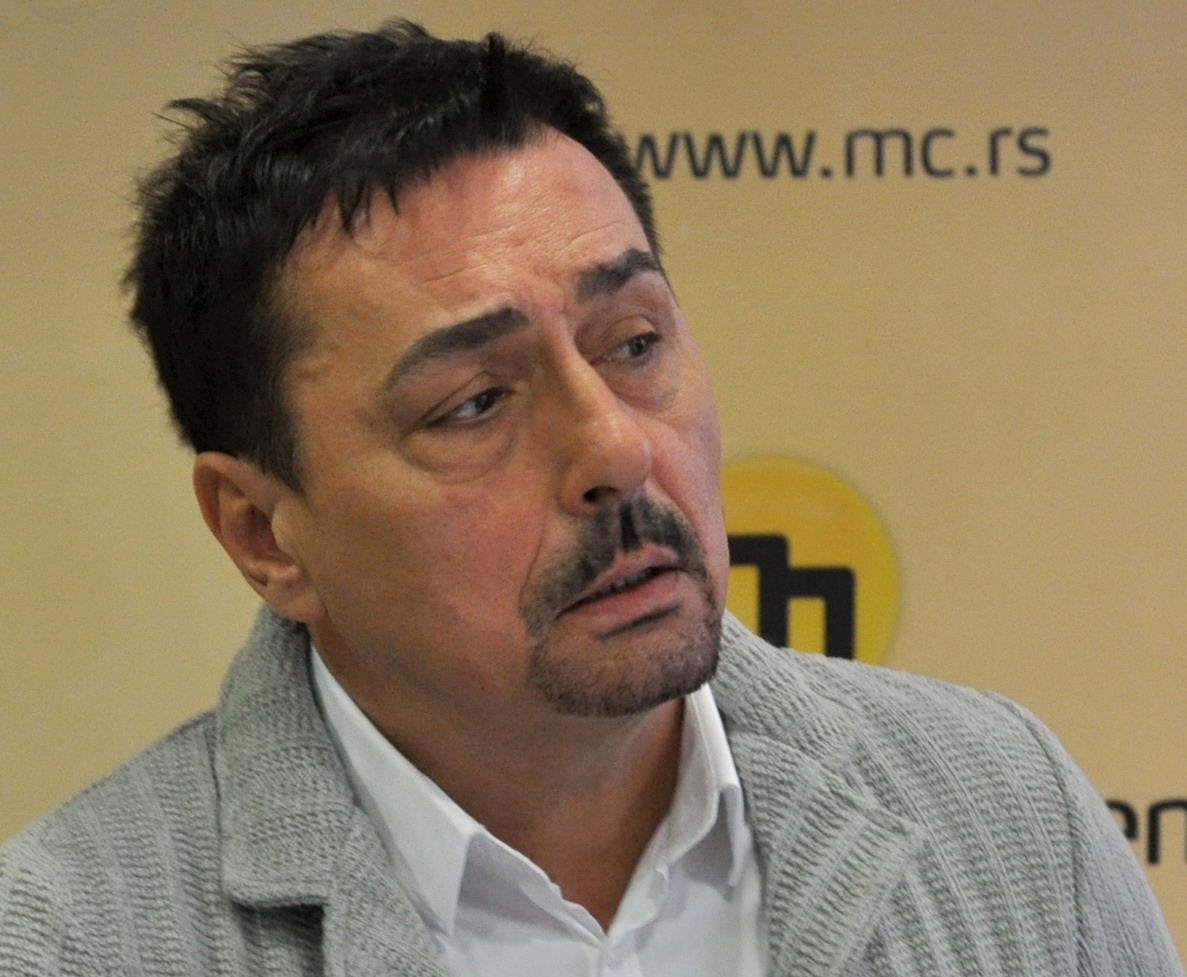
Dragan Kojic Keba 2012

Dragan Kojić, Künstlername Keba (* 7. Oktober 1960 in Loznica, SFR Jugoslawien) ist ein serbischer Turbofolk-Sänger, der in Bosnien-Herzegowina, Serbien, Kroatien, Rumänien und Bulgarien sehr beliebt ist. 

## Leben und Karriere
Keba ist seit 1984 verheiratet und hat zwei Kinder.
Seine bekanntesten Lieder sind Kukavica und Ti Hodaš Sa Njom.

## Diskografie

### Alben
- 1984: Ponoćna zvona
- 1986: Ako mi priđeš zaljubiću se
- 1987: Život te otpiše
- 1989: Zar za mene sreće nema
- 1990: Plavo oko plakalo je
- 1991: Srce piše suzama
- 1992: Srce kuca tvoje ime
- 1994: Sve ću tuge poneti sa sobom
- 1996: Siromasi
- 1998: Cveta trešnja
- 2000: Me mangavla daje
- 2001: Tiho noćas
- 2002: Zapaliću pola grada
- 2004: Bensedini
- 2006: Sve na pesmu i veselje
- 2013: Fer ubica

### Singles (Auswahl)
- 1990: Bre Gidi Džanum
- 2000: Kukavica
- 2001: Ne Dirajte Uspomene Te
- 2006: Ti Hodaš Sa Njom
- 2006: Ko Te Ima, Taj Te Nema
- 2013: Ona To Zna (Original: Azis – Sen Trope)